# Basket-ball aux Jeux africains de 2015
Navigation
Édition précédente Édition suivante
Les épreuves de basket-ball aux Jeux africains de 2015 ont lieu au gymnase de Makélékélé, à Brazzaville, en République du Congo, du 9 au 18 septembre 2015. Deux tournois avec 16 équipes sont au programme, un féminin et un masculin.

## Médaillés
| Épreuve | Or | Argent | Bronze |
| ------- | --- | --- | --- |
| Hommes  | Angola Edson Ndoniema Francisco De Sousa Mohamed Cisse Malick Roberto Fortes Hermenegildo Santos Gerson Dos Santos Gerson Goncalves Reggie Moore Andre Miguel Jone Lopes Pedro Egidio Ventura Hermenegildo Mbunga | Égypte Haytham Khalifa Ehab Mohamed Saleh Ramy Mohamed Gunady Hatem Hossam Behiry Motaz Pellah Okasha Ahmed Hesham Said Tawfik Aly Mohamed Ahmed Youssef Wael Aboushousha Rami Ibrahim Abdalla Ahmed Mohamed M.abdel Alim Ahmed Mohamed Mohamed Omar Tarek Oraby | Nigeria Moses Daudu Azuoma Dike Ibrahim Adam Yusuf Abubakar Usman Mathew Onmonya Victor Anthony Koko Jayson Obazuaye Abdul Yahaya Olalekan Ajayi Stanley Gumut Cyril Awere Olumide Oyedeji                                                                   |
| Femmes  | Mali Nassira Traore Aissata Boubacar Maiga Fatoumata Bagayoko Diana Leo Gandega Fatim Marena Traore Kankou Coulibaly Ramata Diakité Naignouma Coulibaly Meiya Tirera Ouleymatou Coulibaly Djenebou Sacko          | Nigeria Helen Kehinde Ogunjimi Esther Upe Atosu Patience Okpe Sarah Chika Ogoke Nkechi Akashili Joyce Eziaku Ekworomadu Nkem Uwa Akaraiwe Adaora Nnenna Elonu Ndidi Awele Madu Chineze Uzoamaka Nwagbo Priscilla Chioma Udeaja Olayinka Ajike Sanni              | Angola Fineza Da Silva Eusebio Arthémis Leonor Afonso Felizarda Jorge Rosa Maria Gala Isabelle Chimino Francisco Marinela Muxiri Sonia Guadalupe Luisa Macuto Tomas Ana Claudia Goncalves Nacissela Cristina Mauricio Nadir Graciete Manuel Ngiendula Filipe |

## Tableau des médailles
| Rang  | Nation  | Or | Argent | Bronze | Total |
| ----- | ------- | -- | ------ | ------ | ----- |
| 1     | Angola  | 1  | 0      | 1      | 2     |
| 2     | Mali    | 1  | 0      | 0      | 1     |
| 3     | Nigeria | 0  | 1      | 1      | 2     |
| 4     | Égypte  | 0  | 1      | 0      | 1     |
| Total | Total   | 2  | 2      | 2      | 6     |

## Classement final

### Hommes
| Place              | Équipe              |
| ------------------ | ------------------- |
| Médaille d'or      | Angola              |
| Médaille d'argent  | Égypte              |
| Médaille de bronze | Nigeria             |
| 4                  | Mali                |
| 5                  | Mozambique          |
| 6                  | République du Congo |
| 7                  | Côte d'Ivoire       |
| 8                  | Gabon               |
| 9                  | Seychelles          |

### Femmes
| Place              | Équipe              |
| ------------------ | ------------------- |
| Médaille d'or      | Mali                |
| Médaille d'argent  | Nigeria             |
| Médaille de bronze | Angola              |
| 4                  | Sénégal             |
| 5                  | Cameroun            |
| 6                  | Mozambique          |
| 7                  | Côte d'Ivoire       |
| 8                  | Gabon               |
| 9                  | Algérie             |
| 10                 | République du Congo |